# BOOM festival ’76
BOOM ’76 kompilacijski je album raznih izvođača koji je održan 11. i 12. juna 1976. godine, na BOOM festivalu, u dvorani Pionir u Beogradu. Na ovom festivalu su nastupili .

## Popis pesama i izvođača

### A strana
1. "Uvod (Improvizacije)" - R. M. Točak (4:10)
2. "Ljubavni jadi jednog parnog valjka" - Parni Valjak (3:15)
3. "Moj đerdane" - Suncokret (2:50)
4. "Zov na mašina" - Tor (2:50)
5. "Da li znaš da te volim" - Tajm (6:40)

### B strana
1. "Sama" - YU Grupa (4:15)
2. (5:15)
3. "Noć kradljivaca" - Septembar (8:05)

## Produkcija
- Producent - Tomislav Milaković
- Izvršni producenti - B. Lazarević, P. Popović, V. Mihaljek
- Miks - Tahir Durkalić
- Snimatelj - S. Marković
- Dizajn - B. Milaković
- Fotografija - V. Vucanović